# Малая Сороминская
Малая Сороминская — река в России, протекает по Нижневартовскому району Ханты-Мансийского АО. Устье реки находится в 146 км от устья Сороминской по правому берегу. Длина реки составляет 17 км.

## Данные водного реестра
По данным государственного водного реестра России относится к Верхнеобскому бассейновому округу, водохозяйственный участок реки — Вах, речной подбассейн реки — бассейн притоков (Верхней) Оби от Васюгана до Ваха. Речной бассейн реки — (Верхняя) Обь до впадения Иртыша.